# Montserrat Andreu Teixidó
Montserrat Andreu Teixidó   () és una pedagoga catalana, guardonada amb la Creu de Sant Jordi el 2018.
Fou fundadora l'any 1959-60, de l'Escola Virolai del Carmel, Barcelona, junt amb el pedagog Josep Maria Ballarín i Porté, institució educativa inspirada en el model escolar de la República que va apostar per la coeducació i per l'ensenyament de la llengua catalana. Aquesta tradició prossegueix avui en dia com a centre concertat, laic, inclusiu, obert i respectuós amb les diferents concepcions de la vida.